# Florian Marange
Florian Marange (ur. 3 marca 1986 w Bruges) – francuski piłkarz występujący na pozycji obrońcy w FC Sochaux-Montbéliard.

## Kariera klubowa
Marange jest wychowankiem Girondins Bordeaux. W Ligue 1 zadebiutował 26 stycznia 2005 w wygranym 1:0 meczu z FC Metz. W debiutanckim sezonie 2004/2005 rozegrał 5 ligowych spotkań. W 2006 roku wywalczył z klubem wicemistrzostwo Francji. W 2007 roku zdobył z  Girondins Pucharu Ligi Francuskiej, po pokonaniu w jego finale 1:0 Olympique Lyon.
W styczniu 2009 Marange został wypożyczony do innego pierwszoligowca – Le Havre AC. W nowym klubie po raz pierwszy wystąpił 10 stycznia 2009 przegranym 0:1 ligowym pojedynku przeciwko FC Nantes. Tamto spotkanie zakończyło się dla niego przedwcześnie, gdyż z powodu czerwonej kartki, został zmuszony opuścić boisko po 60 minutach gry. 2 maja 2009 w wygranym 2:1 meczu z FC Nantes strzelił pierwszego gola w trakcie gry w Ligue 1. W sezonie 2008/2009 zajął z klubem 20. miejsce w lidze i spadł z nim do Ligue 2.
Latem 2009 roku Marange ponownie został wypożyczony, tym razem do AS Nancy. Pierwszy ligowy mecz w jego barwach zaliczył 22 sierpnia 2009 przeciwko Le Mans FC 72 (1:2). Łącznie wystąpił w 16. spotkaniach francuskiej ekstraklasy, a jego drużyna uplasowała się w tabeli na 12. miejscu. Latem 2010 roku powrócił do Girondins.
14 sierpnia 2013 roku podpisał kontrakt z Crystal Palace F.C. Jednak gracz nie został ujęty na liście 25 graczy na 21 może grać w Premier League, nie może on grać w grudniu, gdy lista zostanie ponownie zmieniony. We wrześniu wybuchła jego kontrakt z klubem.
31 stycznia 2014 roku podpisał kontrakt z pierwszoligowym FC Sochaux-Montbéliard,grał 15 gier, ale klub spadł do Ligue 2 i jego umowa nie zostanie przedłużona.
9 września 2014 roku podpisał kontrakt z pierwszoligowym SC Bastia.
| Sezon   | Klub               | Kraj    | Rozgrywki      | Mecze | Bramki | Rozgrywki Europy                    | Mecze | Bramki |
| ------- | ------------------ | ------- | -------------- | ----- | ------ | ----------------------------------- | ----- | ------ |
| 2004/05 | Girondins Bordeaux | Francja | Ligue 1        | 5     | 0      | -                                   | -     | -      |
| 2005/06 | Girondins Bordeaux | Francja | Ligue 1        | 14    | 0      | -                                   | -     | -      |
| 2006/07 | Girondins Bordeaux | Francja | Ligue 1        | 24    | 0      | Liga Mistrzów UEFA Liga Europy UEFA | 3 1   | 0 0    |
| 2007/08 | Girondins Bordeaux | Francja | Ligue 1        | 7     | 0      | Liga Europy UEFA                    | 6     | 0      |
| 2008/09 | Girondins Bordeaux | Francja | Ligue 1        | 0     | 0      | -                                   | -     | -      |
| 2008/09 | Le Havre AC (wyp.) | Francja | Ligue 1        | 13    | 1      | -                                   | -     | -      |
| 2009/10 | AS Nancy (wyp.)    | Francja | Ligue 1        | 16    | 0      | -                                   | -     | -      |
| 2010/11 | Girondins Bordeaux | Francja | Ligue 1        | 12    | 0      | -                                   | -     | -      |
| 2011/12 | Girondins Bordeaux | Francja | Ligue 1        | 2     | 0      | -                                   | -     | -      |
| 2012/13 | Girondins Bordeaux | Francja | Ligue 1        | 19    | 0      | Liga Europy UEFA                    | 5     | 0      |
| 2013/14 | Crystal Palace     | Anglia  | Premier League | 0     | 0      | -                                   | -     | -      |
| 2013/14 | FC Sochaux         | Francja | Ligue 1        | 15    | 1      | -                                   | -     | -      |
| 2014/15 | SC Bastia          | Francja | Ligue 1        | 6     | 0      | -                                   | -     | -      |

Stan na: 14 grudzień 2014 r.